# 黄兴路 (长沙市)

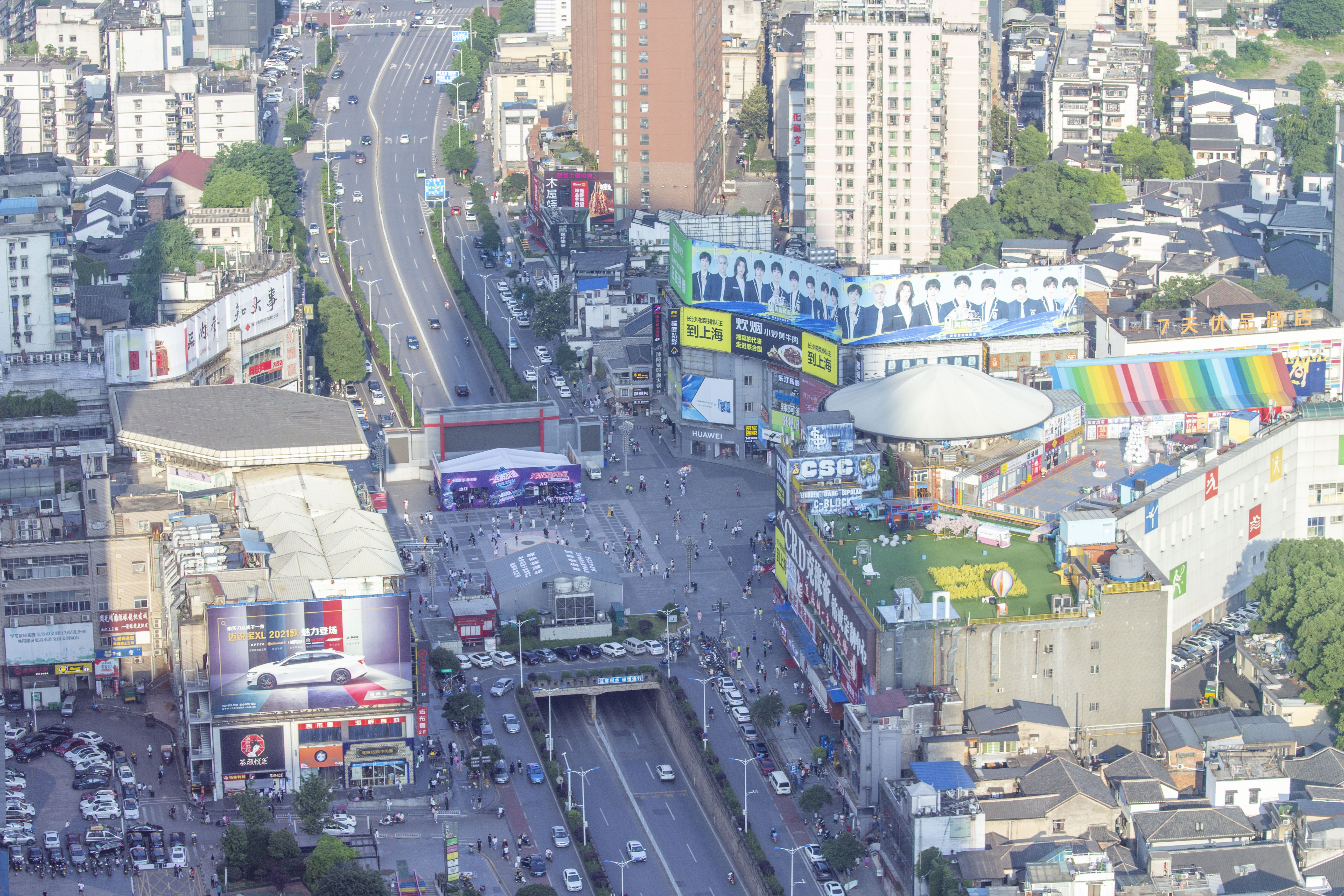
黄兴路步行街人民西路交汇

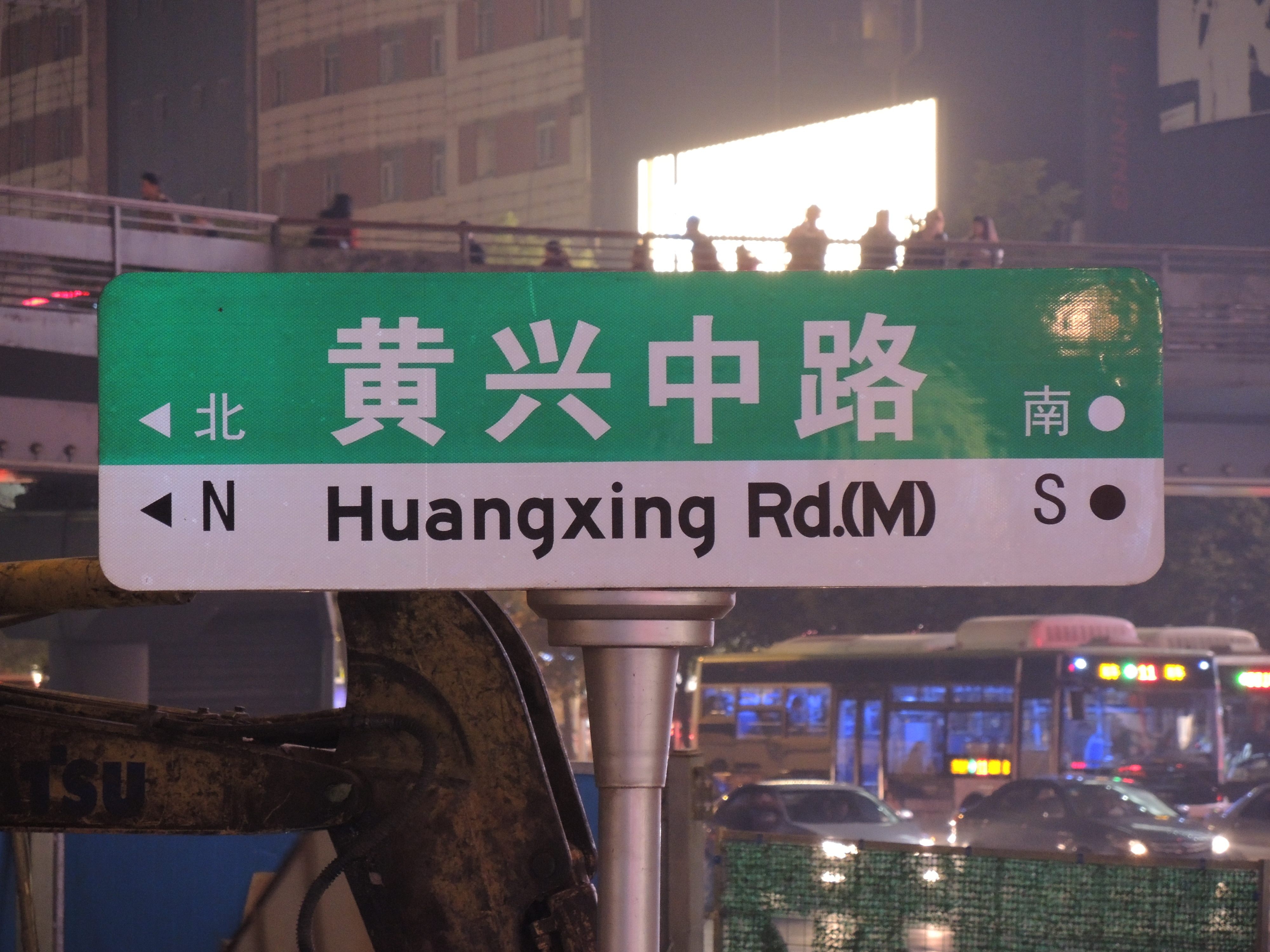

黄兴路位于湖南长沙古城区，南北方向，跨越天心区、芙蓉区和开福区，已建成的街道南起劳动广场（劳动西路），北止银盘路，全长约3公里；规划南起劳动西路，北抵浏阳河的湘江入口处新河。

## 历史
黄兴路建于1930年代，初建为南门口至八角亭路段，于1933年竣工，始称“南正路”。
- 1947年将南正路向北延建至先锋厅，将“南正路”改名为“黄兴路”——以纪念辛亥革命领袖黄兴，工程于1948年8月开工，全路于双十节（10月10日）举行通车典礼，全部工程于年底竣工；
- 1952年向南延建至劳动路；
- 2001年6月，黄兴路南段司门口至南门口路段改建为步行商业街（黄兴南路步行商业街）。之后，五一路至司门口道路拓宽为6车道，五一路至营盘路全部进行拓宽改造，整个工程于2003年改造完工。

## 商业
五一路以南为商业集中区，主要有黄兴南路步行商业街、春天百货、平和堂、王府井百货和沃尔玛超市。

## 路段
劳动路至中山路路段长2136米，南门口以南宽40米、以北宽17米。
- 黄兴南路：解放路以南路段；
- 黄兴中路：解放路以北至中山路以南路段；
- 黄兴北路：中山路以北路段。